# Телемедицина
Телемедицината включва медицина, телекомуникации, информационни технологии и образование с цел диагностика, лечение, консултации и обучение. Чрез нея се оказва квалифицирана медицинска помощ на всяко място и по всяко време, а по същество е медицина, практикувана от разстояние. Този термин е въведен от Р. Марк през 1974 г. (според други източници за първи път от Thomas Bird през 1970 г.). Обхваща разнообразие от телекомуникационни и информационни техники, използвани в здравеопазването, както и в различните клинични направления. Има десетки определения за телемедицина, в зависимост от степента на детайлизиране на характеристиките и от съдържанието на включените технологии и тенденции.
Основните задачи:
- профилактично медицинско обслужване
- намаляване на цената на медицинските услуги
- обслужване на отдалечени обекти, водещо до отстраняване на изолацията
- повишаване на нивото на медицинското обслужване

## Видове телемедицински системи
По приложен признак
1. Средства за отдалечени консултации, диагностика и обучение
  - системи за отдалечени консултации;
  - системи за отдалечено управление на диагностичния медицински процес;
  - системи за инструкции;
  - системи за дистанционно обучение.
2. Средства за отдалечен мониторинг на витални параметри и функции:
  - системи за вътреболничен мониторинг;
  - системи извънболничен мониторинг;
  - системи за домашна телемедицина;
  - системи за биорадиотелеметрия;
  - тактико-телеметрични системи.

По географски признак
1. Вътреболнични
2. Градски
3. Областни (регионални)
4. Национални
5. Международни

По технологично решение
1. Хардуерна инфраструктура
2. Софтуерно решение

Избирателно проучване на 400 американски лекари през март 2001 показва, че 356 от тях (89%) редовно използват интернет, за да допълнят своите знания, да се подобри ефективността и комуникацията с пациентите. Информация от интернет до известна степен засяга диагнозите, които поставят лекарите, както и избора на лекарства, които те предписват на своите пациенти.
Още през 1999 г. в интернет съществуват повече от 15 хиляди медицински уеб сайта, които покриват всички превантивни медицински специалности.